# 林业高等院校列表
林业高等院校列表，罗列了世界各地提供林业或相关领域学士、硕士或博士学位的高等教育机构。

## 非洲

### 贝宁
- 阿波美-卡拉维大学农业科学学院（Faculté des Sciences Agronomiques）

## 亚洲

### 中国大陆
- 东北林业大学
- 北京林业大学
- 南京林业大学
- 中南林业科技大学
- 西北农林科技大学
- 西南林业大学
- 福建农林大学
- 浙江农林大学
- 四川农业大学
- 华南农业大学
- 华中农业大学
- 河南农业大学
- 东北农业大学
- 山东农业大学
- 贵州大学
- 南京农业大学
- 中国农业大学
- 信阳农林学院
- 内蒙古农业大学
- 河北农业大学

### 台灣
- 國立嘉義大學農學院森林暨自然資源學系暨研究所，简称嘉大森自，成立於1919年，前身為嘉義農林學校林科[1]
- 國立宜蘭大學森林暨自然資源學系
- 中國文化大學森林暨自然保育學系
- 國立中興大學森林學系
- 國立屏東科技大學森林系
- 國立臺灣大學生物資源暨農學院 森林環境暨資源學系
- 國立東華大學環境暨海洋學院